# Acrodermatite enteropatica
Per acrodermatite enteropatica in campo medico si intende una condizione autosomica recessiva con eventi di diarrea, dermatite ed alopecia.
Tale condizione è conosciuta anche come:
- Sindrome di Brandt
- Sindrome di Danbolt-Cross
- Deficit congenito di zinco

## Sintomatologia
La dermatite interessa le guance, i gomiti, le ginocchia.
L'alopecia interessa i  capelli, le ciglia e le sopracciglia.
Altri segni clinici sono anemia, epatopsplenomegalia, ipogonadismo.

## Eziologia
Una genetica mutazione del gene SLC39A4 del cromosoma 8q situato nel 24.3, sembra essere la causa di tale condizione.

## Terapie
Come trattamento occorre la semplice somministrazione di zinco per via orale, ma senza alcun trattamento tale malattia può risultare fatale in pochi anni.